# Кольмар (Германия)
Кольмар (нем. Kollmar) — община в Германии, в земле Шлезвиг-Гольштейн.
Входит в состав района Штайнбург. Подчиняется управлению Херцхорн. Население составляет 1721 человек (на 31 декабря 2010 года). Занимает площадь 32,82 км².